# Burnham Market
Burnham Market – wieś w Anglii, w hrabstwie Norfolk, w dystrykcie King’s Lynn and West Norfolk. Leży 53 km na północny zachód od Norwich i 170 km na północ od Londynu.
Miejscowość liczy 948 mieszkańców.